# Eulersche Gerade

Euler-Gerade e (schwarz),
Höhenschnittpunkt H (rot),
Schwerpunkt S (grün, Schnittpunkt der Seitenhalbierenden),
Umkreismittelpunkt U (blau, Schnittpunkt der Mittelsenkrechten),
Feuerbachkreis mit Mittelpunkt N (schwarz)

Die eulersche Gerade oder Euler-Gerade ist eine spezielle Gerade eines nicht-gleichseitigen Dreiecks. Auf ihr liegen u. a. der Schwerpunkt, der Umkreismittelpunkt und der Höhenschnittpunkt des gegebenen Dreiecks. Sie ist benannt nach Leonhard Euler. Dieser veröffentlichte 1763 die Erkenntnis, dass die genannten drei Punkte kollinear sind, also auf einer Geraden liegen. Auch der Mittelpunkt des Feuerbachkreises und viele weitere ausgezeichnete Dreieckspunkte liegen auf der eulerschen Geraden. Für das allgemeine Tetraeder im dreidimensionalen Raum gibt es den analogen Begriff (s. u.).

## Eigenschaften

### Grundlegende Aussagen
In einem Dreieck liegen der Schwerpunkt S, der Höhenschnittpunkt H und der Umkreismittelpunkt U auf einer gemeinsamen Geraden, der Euler-Geraden. Da der Mittelpunkt des Feuerbachkreises N zugleich der Mittelpunkt der Strecke HU ist, liegt dieser ebenfalls auf der Euler-Geraden. Darüber hinaus gelten für diese vier Punkte die Aussagen {\displaystyle |HU|=3|SU|=6|NS|}, {\displaystyle |HS|=4|NS|}, {\displaystyle |HN|=3|NS|}, {\displaystyle |NU|=3|NS|} und {\displaystyle |SU|=2|NS|}.

Euler-Gleichung und Feuerbach-Gleichung

Für die Ortsvektoren der vier Punkte S, H, U und N gelten die folgenden Gleichungen:
- {\displaystyle 3{\vec {S}}={\vec {H}}+2{\vec {U}}} (Euler-Gleichung)
- {\displaystyle 3{\vec {S}}={\vec {U}}+2{\vec {N}}} (Feuerbach-Gleichung)

### Beweisidee
Die Aussagen lassen sich elementargeometrisch begründen durch eine zentrische Streckung mit dem Zentrum S und dem Streckfaktor {\displaystyle -{\tfrac {1}{2}}}. Bei dieser Abbildung werden die Ecken des gegebenen Dreiecks auf die Seitenmittelpunkte abgebildet. Die Höhen gehen in die Mittelsenkrechten über, folglich auch der Höhenschnittpunkt in den Umkreismittelpunkt. Das Bild des Umkreises bezüglich dieser zentrischen Streckung ist der Feuerbachkreis.

### Sonderfälle
In einem gleichschenkligen Dreieck stimmt die eulersche Gerade mit der zur Basis gehörigen Seitenhalbierenden (Mittelsenkrechten, Höhe, Winkelhalbierenden) überein. Im Falle eines gleichseitigen Dreiecks kann man nicht mehr von der eulerschen Geraden sprechen, weil dann die drei bestimmenden Punkte S, U und H zu einem Punkt zusammenfallen. (Sonst könnte ja jede Gerade durch diesen einen Punkt als eulersche Gerade aufgefasst werden, was man aber der Eindeutigkeit halber vermeidet.) Ist ein Dreieck rechtwinklig, so stimmt die eulersche Gerade mit der zur Hypotenuse gehörigen Seitenhalbierenden überein, da sich in diesem Fall die Mittelsenkrechten auf der Hypotenuse schneiden.

### Weitere Eigenschaften
Auf der eulerschen Geraden des Dreiecks ABC liegt auch der Umkreismittelpunkt {\displaystyle X_{26}} des Tangentendreiecks (also des Dreiecks, das von den Tangenten an den Umkreis in den Punkten A, B und C gebildet wird). Darüber hinaus enthält die eulersche Gerade noch weitere ausgezeichnete Punkte des Dreiecks, unter anderem den Longchamps-Punkt {\displaystyle X_{20}}, den Schiffler-Punkt {\displaystyle X_{21}} und den Exeter-Punkt {\displaystyle X_{22}}.
Der Mittelpunkt des Inkreises des Dreiecks liegt auf der eulerschen Gerade genau dann, wenn das Dreieck gleichschenklig ist.

## Darstellung
In baryzentrischen Koordinaten {\displaystyle (x:y:z)} ausgedrückt, lautet die Gleichung der eulerschen Geraden (gleichwertig)
{\displaystyle (b^{2}-c^{2})(b^{2}+c^{2}-a^{2})\,x+(c^{2}-a^{2})(c^{2}+a^{2}-b^{2})\,y+(a^{2}-b^{2})(a^{2}+b^{2}-c^{2})\,z=0,}
{\displaystyle (\sin(2\gamma )-\sin(2\beta ))\,x+(\sin(2\alpha )-\sin(2\gamma ))\,y+(\sin(2\beta )-\sin(2\alpha ))\,z=0}
oder
{\displaystyle (\tan \gamma -\tan \beta )\,x+(\tan \alpha -\tan \gamma )\,y+(\tan \beta -\tan \alpha )\,z=0.}
Dabei sind {\displaystyle a,b,c} die Seitenlängen des Dreiecks und {\displaystyle \alpha ,\beta ,\gamma } die Größen der Innenwinkel.

## Tetraeder

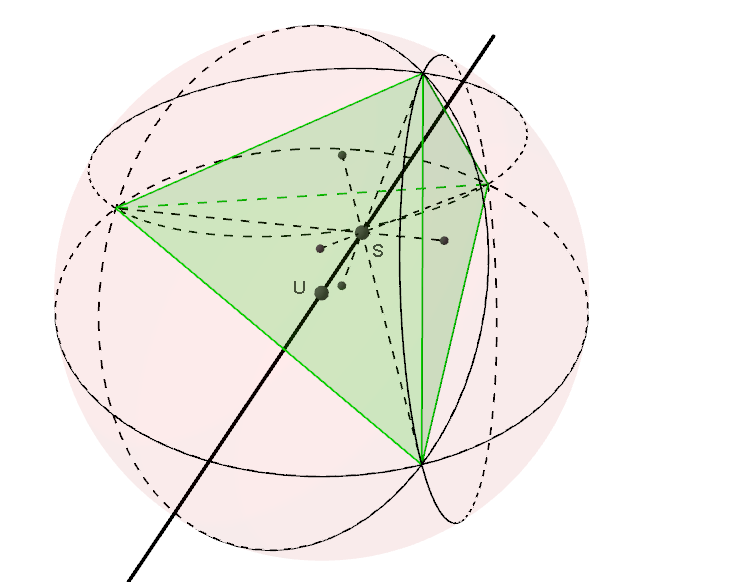
Euler-Gerade (schwarz) eines Tetraeders (grün)

Für ein allgemeines Tetraeder {\displaystyle {\mathcal {T}}\subset \mathbb {R} ^{3}}  nennt man (in Analogie zum zweidimensionalen Fall des Dreiecks) die eulersche Gerade oder Euler-Gerade von  {\displaystyle {\mathcal {T}}}   diejenige Gerade {\displaystyle e({\mathcal {T}})\subset \mathbb {R} ^{3}}, welche den Schwerpunkt {\displaystyle S({\mathcal {T}})} von {\displaystyle {\mathcal {T}}}  und den Mittelpunkt {\displaystyle U({\mathcal {T}})}  der Umkugel von {\displaystyle {\mathcal {T}}}  verbindet.